# Петрівка (Ізюмський район)
Петрі́вка —  село в Україні, у Барвінківській міській громаді Ізюмського району Харківської області. Населення становить 102 осіб. До 2020 орган місцевого самоврядування — Григорівська сільська рада.

## Географія
Село Петрівка знаходиться за 1 км від села Григорівка. Поруч залізнична станція Григорівка, автомобільна дорога Т 2113.

## Історія
12 червня 2020 року, відповідно до Розпорядження Кабінету Міністрів України  № 725-р «Про визначення адміністративних центрів та затвердження територій територіальних громад Харківської області», увійшло до складу Барвінківської міської територіальної громади.
19 липня 2020 року, в результаті адміністративно-територіальної реформи та ліквідації Барвінківського району, село увійшло до складу Ізюмського району.

## Економіка
В селі є молочно-товарна ферма.